# Torneo de Niza 2016
El Open de Nice Cote d´Azur 2016 fue un torneo de tenis jugado en tierra batida al aire libre que se celebró en Niza, Francia, del 15 de mayo al 21 de mayo de 2016. Fue la 32.ª edición del Open de Nice Cote d´Azur, y fue parte del ATP World Tour 250 series del 2016.

## Cabeza de serie

### Individual
| Tenista          | Ranking | Preclasificada |
| Dominic Thiem    | 15      | 1              |
| Gilles Simon     | 18      | 2              |
| Kevin Anderson   | 19      | 3              |
| Benoît Paire     | 21      | 4              |
| João Sousa       | 30      | 5              |
| Fabio Fognini    | 31      | 6              |
| Andreas Seppi    | 42      | 7              |
| Alexander Zverev | 44      | 8              |

- Ranking del 9 de mayo de 2016

### Dobles
| Tenista                           | Ranking | Preclasificado |
| Juan Sebastian Cabal Robert Farah | 44      | 1              |
| Mate Pavić Michael Venus          | 80      | 2              |
| Eric Butorac Scott Lipsky         | 87      | 3              |
| Chris Guccione André Sá           | 111     | 4              |

## Campeones

### Individual
Dominic Thiem venció a  Alexander Zverev por 6-3, 3-6, 6-0

### Dobles
Juan Sebastián Cabal /  Robert Farah  vencieron a  Mate Pavić /  Michael Venus por 4-6, 6-4, [10-8]